# Elachista gormella
Elachista gormella é uma espécie de insetos lepidópteros, mais especificamente de traças, pertencente à família Elachistidae.
A autoridade científica da espécie é Nielsen & Traugott-Olsen, tendo sido descrita no ano de 1987.
Trata-se de uma espécie presente no território português.